# Olympische Winterspiele 2018/Teilnehmer (Korea)
| Gelbes Symbol für Goldmedaillen mit stilisierten Olympischen Ringen | Graues Symbol für Silbermedaillen mit stilisierten Olympischen Ringen | Braundes Symbol für Bronzemedaillen mit stilisierten Olympischen Ringen |
| ------------------------------------------------------------------- | --------------------------------------------------------------------- | ----------------------------------------------------------------------- |
| —                                                                   | —                                                                     | —                                                                       |

Bei den Olympischen Winterspielen 2018 nahmen Südkorea und Nordkorea mit einer gemeinsamen Frauenmannschaft im Eishockey teil. Die Mannschaft stellte eine eigene Delegation dar, die unter dem Namen Korea und der Flagge des vereinigten Koreas startete. Damit bildeten erstmals bei Olympischen Spielen Athleten aus Nord- und Südkorea eine gemeinsame Mannschaft.
Neben dem 23 Spielerinnen umfassenden Kader Südkoreas kamen zwölf weitere Spielerinnen aus Nordkorea hinzu. Die Delegation umfasste somit 35 Spielerinnen, von denen je Partie jedoch nur 22 Spielerinnen zum Einsatz kommen durften, mindestens aber immer drei Spielerinnen aus Nordkorea. Die Trainerin der Mannschaft war die US-Amerikanerin Sarah Murray, die eigentliche Nationaltrainerin der südkoreanischen Mannschaft. Als Gastgeber war Südkorea automatisch qualifiziert.
Die Mannschaft schloss das Eishockeyturnier nach fünf teils deutlichen Niederlagen und einem Torverhältnis von 2:28 auf dem achten und letzten Platz ab.

## Teilnehmer nach Sportarten

### Eishockey
| Wettbewerb        | Frauen |
| ----------------- | --- |
| Athletinnen       | Südkorea: Cho Mi-hwan Choi Ji-yeon Choi Yu-jung Eom Su-yeon Randi Griffin Han Do-hee Han Soo-jin Danelle Im Jo Su-sie (Susie Jo) Jung Si-yun Kim Hee-won Kim Se-lin Genevieve Knowles Ko Hae-in Lee Eun-ji Lee Jin-gyu Lee Yeon-jeong Caroline Park Park Chae-lin Park Jong-ah Park Ye-eun Park Yoon-jung (Marissa Brandt) Shin So-jung Nordkorea: Choe Jong-hui Choe Un-gyong Hwang Chung-gum Hwang Sol-gyong Jin Ok Jong Su-hyon Kim Hyang-mi Kim Un-hyang Kim Un-jong Ri Pom Ryo Song-hui Ryu Su-jong |
| Vorrunde          | Schweiz 0:8 (0:3, 0:3, 0:2) Schweden 0:8 (0:4, 0:1, 0:3) Japan 1:4 (0:2, 1:0, 0:2) |
| Platzierungsrunde | Schweiz 0:2 (0:1, 0:1, 0:0) |
| Spiel um Platz 7  | Schweden 1:6 (1:2, 0:1, 0:3) |
| Rang              | 8 |